# Mileč
Mileč är en ort i Tjeckien.   Den ligger i regionen Plzeň, i den västra delen av landet, 90 km sydväst om huvudstaden Prag. Mileč ligger 446 meter över havet och antalet invånare är 338.
Terrängen runt Mileč är platt österut, men västerut är den kuperad. Mileč ligger nere i en dal. Runt Mileč är det ganska glesbefolkat, med 27 invånare per kvadratkilometer. Närmaste större samhälle är Nepomuk, 2,4 km nordväst om Mileč. Omgivningarna runt Mileč är en mosaik av jordbruksmark och naturlig växtlighet.